# Közbirtokosság
A közbirtokosságok egész Európára jellemző faluközösségeket jelentettek. Nagyjából ugyanolyan elvek alapján működtek Európa-szerte. Ez a cikk főleg a romániai és különösen az erdélyi közbirtokosságokkal foglalkozik.

## Meghatározás
A közbirtokosságok olyan jogi személyek, amelyek falvak vagy kisebb városok szintjén működnek. A közbirtokosságok emberi struktúráját a helybéli vagy volt helybéli (elköltözött) tulajdonosok élő leszármazottai alkotják. A tagok évente két közgyűlést tartanak. Általában igazgatótanácsnak nevezett operatív vezetőséget választanak. Az igazgatótanács foglalkozik a közbirtokosság állandó működésével, vagyis a folytonos ügyvezetéssel. Azaz, az igazgatótanács feladata a közbirtokosság vagyonának állandó kezelése. 
A közbirtokosság mint jogi személy általában nagy összefüggő erdő- és legelőterületek egyedüli tulajdonosa. Ezek az erdők, legelők vagy kivételesen mezőgazdasági ingatlanok általában a falu határában találhatók, általában Erdélyben száz hektártól néhány ezer hektárig terjednek. Viszont néhány székely közbirtokosság összterülete akár a tízezer hektárt is meghaladja.
Más jogi személyektől eltérően a közbirtokosságok vagyontárgya elidegeníthetetlen és feloszthatatlan a tagok között. Tehát nem csak egy oszthatatlansági állapotról van szó, hanem valójában osztatlanságról. A tagok saját tulajdonrészüket csak más tagoknak idegeníthetik el. Kívülálló (harmadik) személyek irányába történő elidegenítés semmisnek minősül. 
A fenti megállapítások a Romániában működő közbirtokosságokra vonatkoznak. Az ősi település szintű közbirtokosságok működését 1945 után a kommunista rezsim lehetetlenné tette, viszont jelenleg azon települések esetében, amelyek kérték, a közbirtokosságok területeinek visszaszolgáltatása, teljes mértékben vagy részben, a 2000-es évtől kezdve folyamatban van. 
Romániában a visszaszolgáltatást az 1/2000, illetve a 247/2005-ös számú törvények írták elő. A visszaszolgáltatás előfeltétele minden esetben egy új jogi személy alapítása és bejegyzése volt. Az új jogi személy tagjai a volt közbirtokos tagok örökösei voltak. A jogi személy képviselői kérvényezték a volt közbirtokosság ingatlanjainak visszaszolgáltatását. Az új közbirtokosság jogi személyiségét bírósági határozat alapján nyerte el.
A közbirtokosságok az illetékes bíróság által jóváhagyott szabályzat alapján működnek. A szabályzat a részletes működésre vonatkozik. A közbirtokosság szabályzatának egy kitétele sem mondhat ellent az 1/2000 és a 247/2000 számú törvények jogszabályainak.
Az újra alakult közbirtokosság a jogi elődjéhez hasonlóan a következő elvek alapján működik: 
1. A visszaszolgáltatott ingatlanokat nem lehet felosztani a résztulajdonosok között. Ez az alapelv maradéktalanul érvényesült a régi közbirtokosságok esetében is.
2. A visszaszolgáltatott ingatlanok, főleg erdők és legelők elidegeníthetetlenek. Bármely teljes vagy részleges adás-vétel, csere, ajándékozás és egyéb elidegenítési szerződés semmis. A semmisséget a törvény tartalmazza imperativ jelleggel.
3. A tulajdonrész, vagyis a résztulajdoni minőség örökölhető a polgárjogi hatályos örökösödési szabályok szerint.
4. Bár kívülállók számára a tulajdonrész elidegenítése tilos, megengedett a tagok közötti tulajdonrészek adásvétele.

A romániai, különösen az erdélyi közbirtokosságok gazdasági potenciálja jelentős, mivel nagy és összefüggő területekről van szó. Erdélyben, a magántulajdonban lévő erdő, legelő vagy mezőgazdasági földek szétszórtan, kisebb területek formájában jelennek meg a falvak kültelkeiben. Viszont a közbirtokosságok területei nagyok és összefüggőek.
Erdélyben hozzávetőlegesen 1000 közbirtokosság létezik.